# Mathias Thyrri
Mathias Thyrri (29 de agosto de 1997) es un deportista danés que compite en bádminton, en la modalidad de dobles mixto. Ganó una medalla de bronce en el Campeonato Europeo de Bádminton de 2024, en su especialidad.

## Palmarés internacional
| Campeonato Europeo | Campeonato Europeo     | Campeonato Europeo | Campeonato Europeo |
| Año                | Lugar                  | Medalla            | Prueba             |
| ------------------ | ---------------------- | ------------------ | ------------------ |
| 2024               | Saarbrücken (Alemania) | Medalla de bronce  | Dobles mixto       |